# Chiripha
Chiripha là một chi bướm đêm thuộc họ Noctuidae.